# Liste der Biografien/Schot
Liste der Biografien |
Portal Biografien |
Personensuche
# |
A |
B |
C |
D |
E |
F |
G |
H |
I |
J |
K |
L |
M |
N |
O |
P |
Q |
R |
S |
T |
U |
V |
W |
X |
Y |
Z |
?
 
Sa |
Sb |
Sc |
Sd |
Se |
Sf |
Sg |
Sh |
Si |
Sj |
Sk |
Sl |
Sm |
Sn |
So |
Sp |
Sq |
Sr |
Ss |
St |
Su |
Sv |
Sw |
Sy |
Sz
 
Sca–Sce |
Sch |
Sci–Scz
 
Scha |
Schc |
Schd |
Sche |
Schg |
Schi |
Schj |
Schk |
Schl |
Schm |
Schn |
Scho |
Schp |
Schr |
Schs |
Scht |
Schu |
Schv |
Schw |
Schy
 
Schoa |
Schob |
Schoc |
Schod |
Schoe |
Schof |
Schog |
Schoh |
Schoi |
Schok |
Schol |
Schom |
Schon |
Schoo |
Schop |
Schor |
Schos |
Schot |
Schou |
Schov |
Schow |
Schoy
Die Liste der Biografien führt alle Personen auf, die in der deutschsprachigen Wikipedia einen Artikel haben. Dieses ist eine Teilliste mit 239 Einträgen von Personen, deren Namen mit den Buchstaben „Schot“ beginnt.

## Schot
- Schot, Abraham (* 1961), niederländischer ManagerAbraham Schot (* 1961)

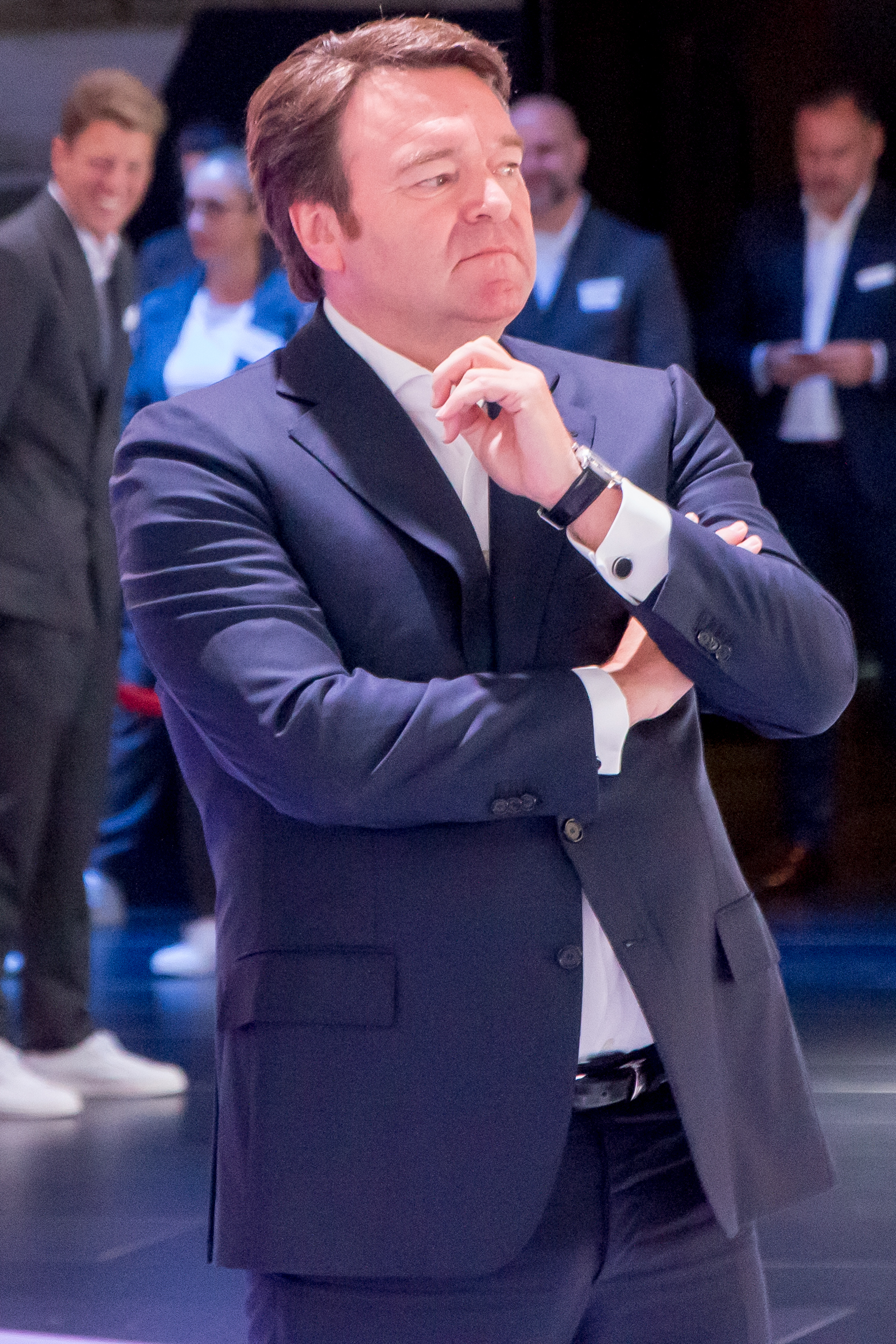
Abraham Schot (* 1961)

- Schot, Francina Louise (1816–1894), niederländische Stillleben- und Porträtmalerin
- Schot, Johan (* 1961), niederländischer Historiker

### Schota
- Schotanus, Bernardus (1598–1652), niederländischer Rechtswissenschaftler

### Schote
- Schotel, Johannes Christiaan (1787–1838), niederländischer Marinemaler, Radierer und Lithograf
- Schotel, Petrus Johannes (1808–1865), niederländischer Marinemaler

### Schoth
- Schothorst, Steijn (* 1994), niederländischer Automobilrennfahrer

### Schots
- Schots, Leon (* 1952), belgischer Mittel- und Langstreckenläufer
- Schötschel, Friedrich (1926–2024), deutscher Bildhauer und Maler
- Schötschel-Gabriel, Margit (1933–2017), deutsche Bildhauerin

### Schott
- Schott von Schottenstein, Eduard (1822–1897), deutscher Verwaltungsbeamter
- Schott von Schottenstein, Friedrich (1812–1895), deutscher Forstmann
- Schott von Schottenstein, Karl (1792–1882), württembergischer Regierungsdirektor und Landtagsabgeordneter
- Schott von Schottenstein, Karl Adolf (1723–1786), preußischer Generalmajor, Chef des Infanterie-Regiments Nr. 16
- Schott von Schottenstein, Konrad († 1526), fränkischer Adeliger
- Schott von Schottenstein, Max (1836–1917), württembergischer General der Infanterie, Kriegsminister und Ministerpräsident
- Schott, Albert (1782–1861), württembergischer Jurist und Politiker
- Schott, Albert (1809–1847), deutscher Heimatforscher
- Schott, Albert (* 1901), deutscher Altorientalist
- Schott, Alphons (* 1857), Landtagsabgeordneter
- Schott, Andreas (1552–1629), Jesuit, Klassischer Philologe und Hochschullehrer
- Schott, Andreas Heinrich (1758–1831), deutscher Philosoph, Bibliothekar sowie Hochschullehrer
- Schott, Anne-Katrin, deutsche Schwimmerin
- Schott, Anselm (1843–1896), deutscher Benediktiner, katholischer Theologe
- Schott, Anton (1636–1684), deutscher Politiker und Gesandter am Reichstag in Regensburg
- Schott, Anton (1846–1913), deutscher Sänger
- Schott, Anton (1866–1945), österreichischer Schriftsteller
- Schott, Arthur Carl Victor (1814–1875), US-amerikanischer Dichter und Märchensammler, Naturforscher, Landvermesser und Illustrator deutscher Abstammung
- Schott, August (1811–1843), deutscher Maler, Radierer und Lithograf
- Schott, August Friedrich (1744–1792), deutscher Rechtswissenschaftler
- Schott, August Ludwig (1751–1787), deutscher Defendent, Hofgerichtsadvokat und Professor der Rechte in Tübingen, sowie Hofrat in Erlangen
- Schott, Basil Myron (1939–2010), US-amerikanischer Geistlicher, ruthenisch griechisch-katholischer Bischof von Parma (Ohio), Erzbischof von Pittsburgh
- Schott, Ben (* 1974), britischer Autor
- Schott, Bernhard (1748–1809), deutscher Musikverleger
- Schott, Bernhard (1903–1988), deutscher Theologe und Lieddichter
- Schott, Carl (1905–1990), deutscher Geograph
- Schott, Carl Anton (1826–1901), deutsch-amerikanischer Naturwissenschaftler
- Schott, Carl von (1845–1913), deutscher Offizier der Württembergischen Armee
- Schott, Caspar (1608–1666), deutscher wissenschaftlicher Autor und Pädagoge, Mitarbeiter des Universalgelehrten Athanasius Kircher
- Schott, Charles, US-amerikanischer Autorennfahrer
- Schott, Christian-Erdmann (1932–2016), deutscher evangelischer Theologe und Kirchenhistoriker
- Schott, Christoph Friedrich (1720–1775), deutscher Bibliothekar sowie Hochschullehrer der evangelischen Theologie und Philosophie
- Schott, Clausdieter (1936–2023), deutscher Rechtshistoriker
- Schott, Dieter (* 1939), deutscher Brigadegeneral der Bundeswehr
- Schott, Dieter (* 1954), deutscher Historiker und Hochschullehrer
- Schott, Dietmar (* 1937), deutscher Sportjournalist
- Schott, Eduard (1808–1895), deutscher Metallurge und Kunstgießer
- Schott, Eduard (1886–1952), deutscher Mediziner
- Schott, Ehrhart (1879–1968), deutscher Unternehmer
- Schott, Erdmann (1900–1983), deutscher evangelisch-lutherischer Theologe
- Schott, Erich (1891–1989), deutscher Glasunternehmer und Fabrikbesitzer
- Schott, Erik (1906–1975), deutscher Architekt
- Schott, Ernst (1877–1961), deutscher Jurist und Politiker
- Schott, Florian (* 1982), deutscher Filmregisseur
- Schott, Franck (* 1970), französischer Schwimmer
- Schott, Franz (1811–1874), deutscher Musikverleger und Mainzer Bürgermeister
- Schott, Friedrich (1881–1947), deutscher Politiker (NSDAP), MdL Volksstaat Hessen
- Schott, Friedrich A. (1939–2008), deutscher Ozeanograph
- Schott, Friedrich Jakob (1871–1944), deutscher Politiker, Landtagsabgeordneter Großherzogtum und Volksstaat Hessen
- Schott, Fynn (* 2006), österreichischer Basketballspieler
- Schott, Georg (1882–1962), deutscher Publizist und Hitlerbiograf
- Schott, Georg Balthasar (1686–1736), deutscher Komponist, Kantor und Organist
- Schott, Georg Friedrich († 1823), salm-kyrburgischer Archivar und Regierungsrat
- Schott, Gerhard (1641–1702), deutscher Politiker, Hamburger Ratsherr, Gründer der Oper am Gänsemarkt
- Schott, Gerhard (1801–1881), deutscher Gutsbesitzer und nassauischer Landtagsabgeordneter
- Schott, Gerhard (1866–1961), deutscher Geograph und Ozeanograph
- Schott, Gerhard (1930–2017), deutscher Bibliothekar
- Schott, Günther (1921–1985), deutscher Chemiker
- Schött, Hans Erich (1940–2023), deutscher Politiker (FDP), MdL
- Schott, Heinrich August (1780–1835), deutscher lutherischer Theologe
- Schott, Heinrich Wilhelm († 1865), österreichischer Botaniker
- Schott, Heinz (* 1946), deutscher Medizinhistoriker, Hochschullehrer und Kommunalpolitiker
- Schott, Hermann (1842–1895), deutscher Rechtswissenschaftler, Rechtshistoriker und Hochschullehrer
- Schott, Johann (1746–1798), deutscher römisch-katholischer Theologe, Kirchenrechtler und Hochschullehrer
- Schott, Johann Adam Christoph (1805–1860), deutscher Arzt und Politiker
- Schott, Johann Baptist (1853–1913), deutscher Architekt des Historismus
- Schott, Johann Carl (1672–1717), deutscher Antiquar, Numismatiker, Bibliothekar und Archäologe
- Schott, Johann Georg (1690–1753), Großfürstlich Holsteinischer Baumeister und Architekt
- Schott, Johann Gottlieb (1751–1813), württembergischer Theologe, Historiker, Professor und Bibliothekar an der Herzoglichen Öffentlichen Bibliothek in Stuttgart
- Schott, Joseph (1818–1872), deutscher Hofopernsänger
- Schott, Karl (1834–1917), deutscher Jurist
- Schott, Karl (1906–1985), österreichischer Fußballspieler
- Schott, Karl Albert von (1840–1911), württembergischer Offizier und Schlachtenmaler
- Schott, Karl Joseph (1820–1905), königlich preußischer Generalmajor und zuletzt Abteilungschef im Ingenieurskomitee
- Schott, Karoline (1922–2017), deutsche Überlebende des Holocausts
- Schott, Kessy (* 1980), deutsche Fußballspielerin
- Schott, Lawrence Frederik (1907–1963), US-amerikanischer Geistlicher, Weihbischof in Harrisburg
- Schott, Leopold (1807–1869), badischer Rabbiner
- Schott, Maik (* 1969), deutscher Jazzkeyboarder und Musikproduzent
- Schott, Manfred (1936–1982), deutscher Schauspieler und Synchronsprecher
- Schott, Marc-Thilo, deutscher Basketballspieler
- Schott, Maren (* 1976), deutsche Leichtathletin
- Schott, Maria (1878–1947), deutsche Politikerin (DNVP), MdR
- Schott, Marjana (* 1958), deutsche Politikerin (Die Linke), MdL
- Schott, Matthias (* 1979), deutscher Physiker und Hochschullehrer
- Schott, Max (1856–1934), bayerischer Mllitärmusiker
- Schott, Nathalie (* 1980), deutsch-französische Schauspielerin
- Schott, Nicole (* 1996), deutsche Eiskunstläuferin
- Schott, Otto (1851–1935), deutscher Chemiker und GlastechnikerOtto Schott (1851–1935)

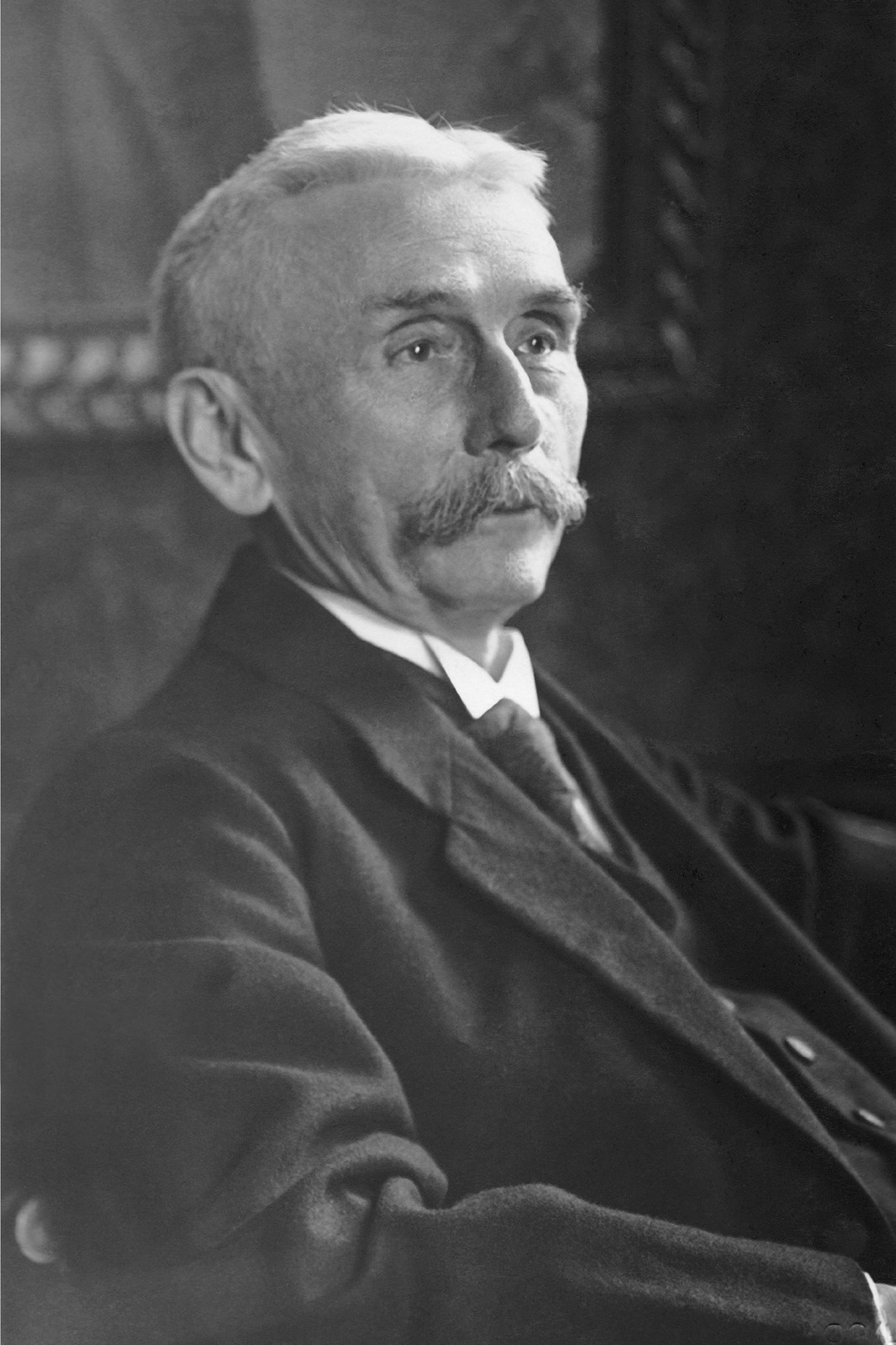
Otto Schott (1851–1935)

- Schott, Otto Emil (1831–1901), württembergischer evangelischer Pfarrer und Liederdichter
- Schott, Paul (1836–1907), deutscher Verwaltungsbeamter
- Schott, Peter der Ältere (1427–1504), Politiker in Straßburg
- Schott, Peter der Jüngere († 1490), deutscher Jurist, Geistlicher und Humanist
- Schott, Petra, deutsche Juristin, Künstlerin und Verfassungsrichterin
- Schott, Ruben (* 1994), deutscher Volleyballspieler
- Schott, Rüdiger (1927–2012), deutscher Ethnologe und Erzählforscher
- Schott, Siegfried (1897–1971), deutscher Ägyptologe
- Schott, Sigmund (1818–1895), deutscher Jurist, Schriftsteller und Politiker (VP, DtVP), MdR
- Schott, Sigmund (1852–1910), deutscher Bankdirektor, Literaturkritiker und Journalist
- Schott, Sigmund (1868–1953), deutscher Statistiker
- Schott, Silke (* 1965), deutsche Volleyballspielerin
- Schott, Simon (1917–2010), deutscher Pianist und Autor
- Schott, Theodor (1835–1899), deutscher evangelischer Theologe, Bibliothekar und Kirchenhistoriker
- Schott, Theodor (1852–1921), deutscher Mediziner
- Schott, Thomas (1578–1634), deutsch-schweizerischer Orgelbauer
- Schott, Ulf (* 1970), deutscher Fußballfunktionär und ehemaliger -spieler
- Schott, Uwe (* 1966), deutscher Filmproduzent
- Schott, Verena (* 1989), deutsche Schwimmerin
- Schott, Walter (1861–1938), deutscher Bildhauer und Medailleur
- Schott, Werner (1891–1965), deutscher Schauspieler
- Schott, Wilhelm (1802–1889), deutscher Orientalist, Sinologe und Finnougrist
- Schott, Wilhelm (1893–1990), deutscher Maler
- Schott, Wolfgang (1905–1989), deutscher Geologe
- Schott-Lemmer, Susanne (* 1965), deutsche Politikerin (CDU)
- Schott-Pfeifer, Petra (* 1963), deutsche Richterin
- Schott-Schöbinger, Hans (1901–1984), österreichischer Schauspieler und Filmregisseur
- Schottdorf, Bernd (1940–2018), deutscher Arzt und Unternehmer
- Schotte, Albéric (1919–2004), belgischer Radrennfahrer
- Schotte, Apollonius († 1613), niederländischer Kapitän der Niederländischen Ostindien-Kompanie
- Schotté, Emmanuel (* 1958), französischer Schauspieler
- Schotte, Franz (1878–1934), deutscher Theologe und Superintendent
- Schotte, Jan (1928–2005), belgischer Kardinal
- Schotte, Johann († 1413), Ratsherr der Hansestadt Lübeck
- Schotte, Klaus-Dieter (1938–2018), deutscher Physiker
- Schotte, Walther (1886–1958), deutscher Journalist, Historiker und Schriftsteller
- Schotte, Werner (1835–1910), deutscher Verwaltungsjurist und Landrat des Kreises Beckum
- Schotte, Wilhelm (1777–1849), deutscher Bäckermeister, Bürgermeister und Politiker
- Schotte-Natscheff, Günter (1941–1989), deutscher Finanzdisponent bei der Metro AG (1980)
- Schöttel, Peter (* 1967), österreichischer Fußballspieler, -trainer und -funktionär bei Rapid WienPeter Schöttel (* 1967)

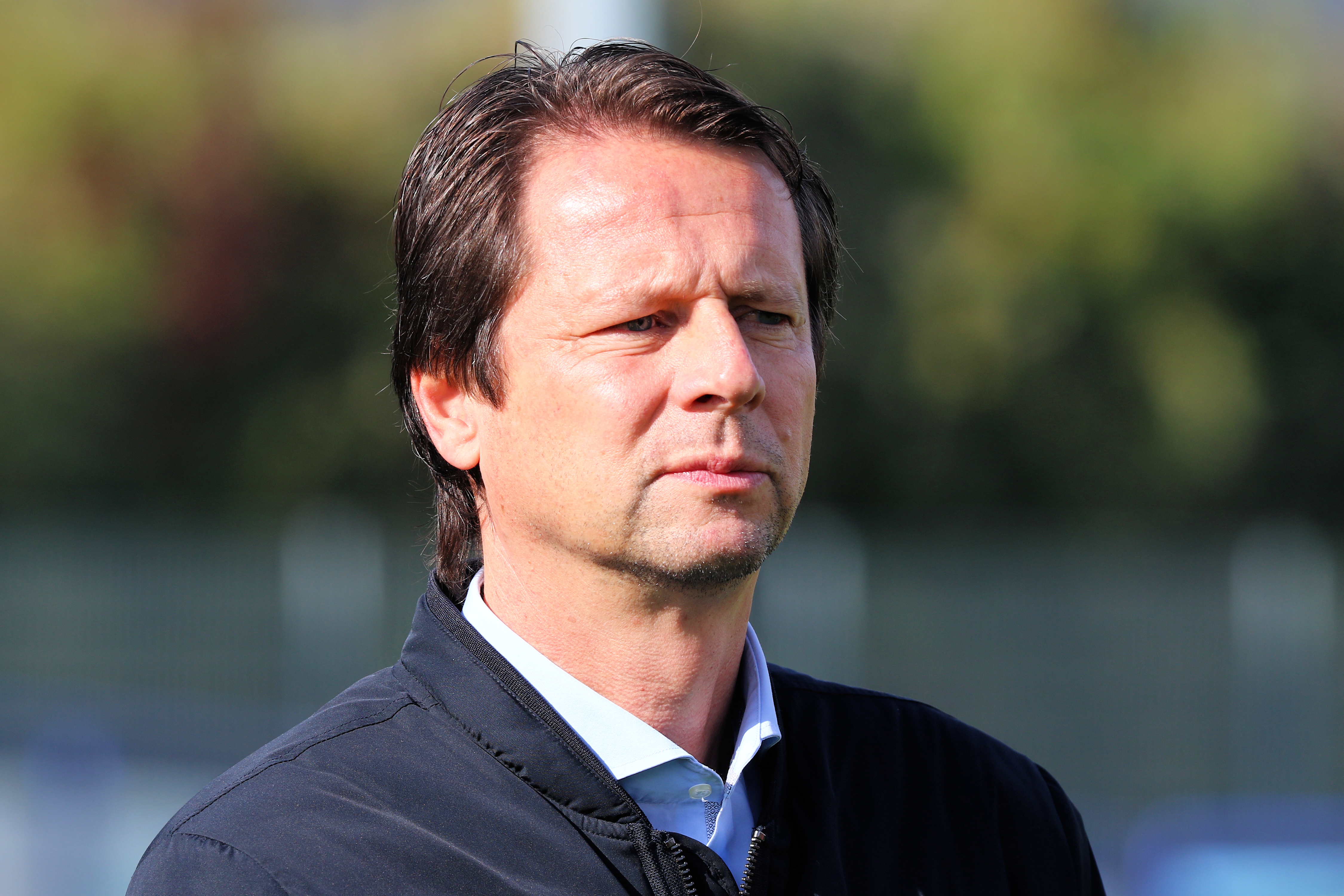
Peter Schöttel (* 1967)

- Schottelius, Carl (1861–1905), deutscher Jurist und Schriftsteller
- Schottelius, Ernst, deutscher Fußballspieler
- Schottelius, Herbert (1913–1974), deutscher Offizier und Militärhistoriker
- Schottelius, Justus Georg (1612–1676), deutscher Sprachgelehrter
- Schottelius, Max (1849–1919), deutscher Mediziner und Hochschullehrer
- Schottelius, Saskia (* 1963), deutsche Sachbuchautorin, Sprach- und Kommunikationsforscherin und Lehrerin für fernöstliche Kampfkunst und Philosophie
- Schöttelndreier, Friedrich (1877–1968), deutscher Landwirt und Politiker (DVP), MdL
- Schotten, Carl (1853–1910), deutscher Chemiker
- Schotten, Dorothea (* 1970), deutsche Fußballspielerin
- Schotten, Gregor (* 1970), deutscher Diplomat
- Schotten, Heinrich (1856–1939), deutscher Mathematiker und Mathematikpädagoge
- Schotten, Johann Heinrich (1643–1728), Bürgermeister von Kassel
- Schotten, Karl Friedrich Leopold von (1783–1861), deutscher Politiker und Finanzminister des Kurfürstentums Hessen
- Schotten, Ludwig (1853–1913), preußischer Generalleutnant und Inspekteur der 3. Kavallerie-Inspektion
- Schotten, Uta (* 1972), deutsche Künstlerin
- Schottenberg, Michael (* 1952), österreichischer Schauspieler und RegisseurMichael Schottenberg (* 1952)

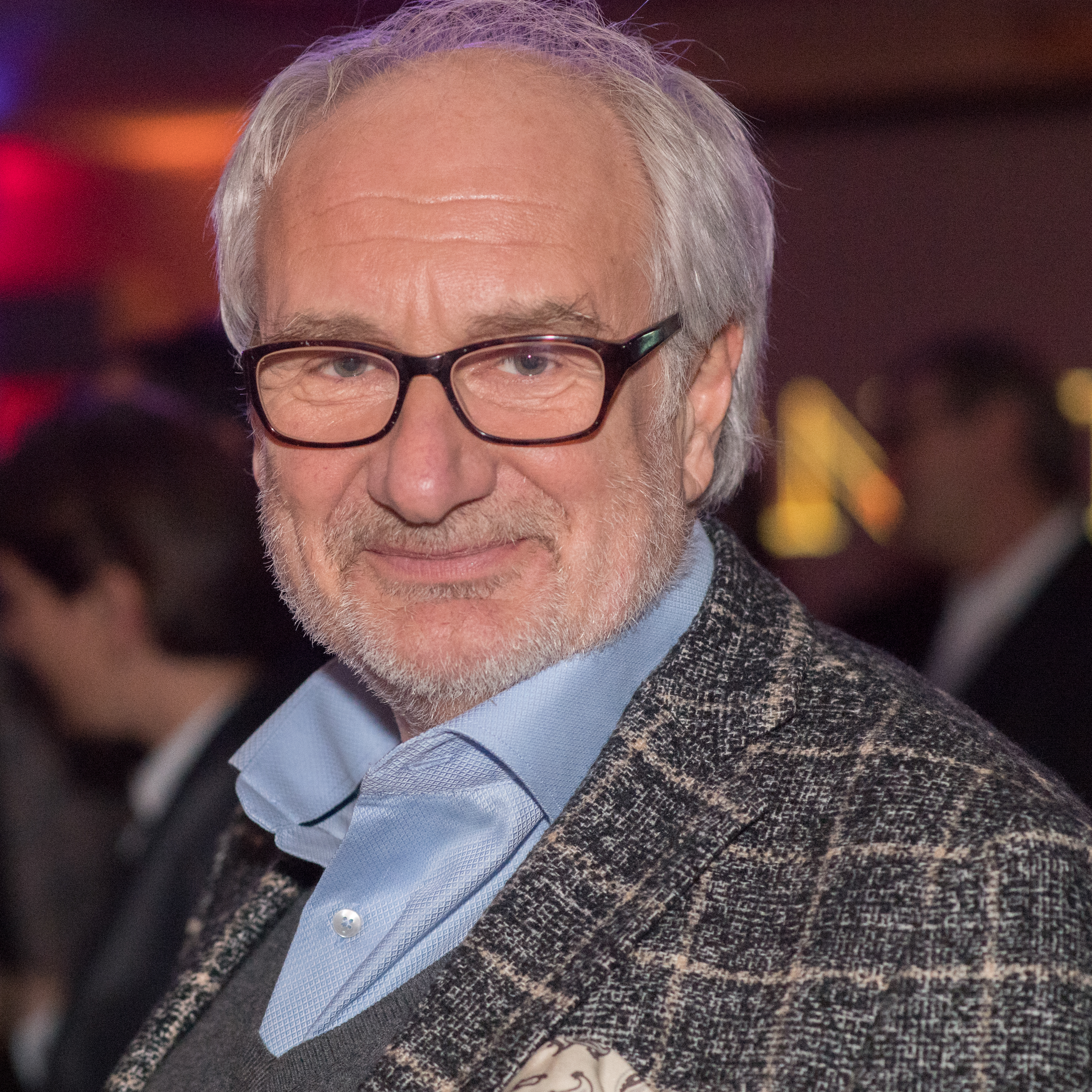
Michael Schottenberg (* 1952)

- Schottenfels, Ida May (1869–1942), US-amerikanische Mathematikerin und Hochschullehrerin
- Schottenheim, Otto (1890–1980), deutscher Politiker (NSDAP), Bürgermeister von Regensburg
- Schottenheimer, Brian (* 1973), US-amerikanischer American-Football-Trainer
- Schottenheimer, Marty (1943–2021), US-amerikanischer Footballspieler und -trainer
- Schottenloher, Gertraud, deutsche Psychologin und Protagonistin der Kunsttherapie
- Schottenloher, Karl (1878–1954), deutscher Bibliothekar
- Schottenloher, Martin (* 1944), deutscher Mathematiker
- Schottenloher, Otto (1907–1973), deutscher Archivar
- Schotter, Andrew (* 1947), US-amerikanischer Ökonom
- Schotter, Robert (* 1960), deutscher Drehbuchautor, Filmregisseur und Filmeditor
- Schottes, Karl-Ernst (* 1935), deutscher Leichtathlet
- Schöttgen, Johann Christian (1687–1751), deutscher Gymnasiallehrer, Theologe und Historiker
- Schotthöfer, Fritz (1871–1951), deutscher Journalist und Autor
- Schöttke, Henning (* 1952), deutscher Comiczeichner, Autor und Illustrator
- Schottke, Ralf (* 1955), deutscher Bauingenieur und Hochschullehrer
- Schöttker, Detlev (* 1954), deutscher Literaturwissenschaftler
- Schottki, Rudolf (1807–1873), deutscher Jurist und Politiker
- Schottkowski, Bobby, deutscher Schlagzeuger
- Schottky, Alexander (* 1969), deutscher Schauspieler, Werbe- und Synchronsprecher, Sänger und Kunstmaler
- Schottky, Friedrich (1851–1935), deutscher Mathematiker
- Schottky, Johannes (1902–1992), deutscher Psychiater
- Schottky, Julius Maximilian (1797–1849), deutscher Schriftsteller und Volkskundler
- Schottky, Walter (1886–1976), deutscher PhysikerWalter Schottky (1886–1976)

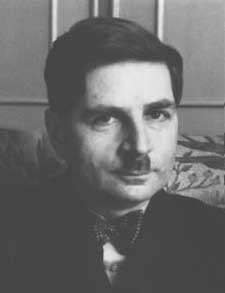
Walter Schottky (1886–1976)

- Schöttl, Adam (1658–1727), Anführer beim Oberländer Bauernaufstand
- Schöttl, Albert (1724–1757), Laienbruder und Klosterbaumeister
- Schöttl, Anna (* 1989), deutsche Bühnenbildnerin
- Schöttl, Benedikt (1688–1742), Maurermeister und Architekt
- Schöttl, Fridolin (1818–1880), deutscher katholischer Theologe
- Schöttl, Markus (* 1977), österreichischer Schauspieler und Sänger
- Schöttl, Vinzenz (1905–1946), deutscher SS-Führer in Konzentrationslagern
- Schottlaender, Leopold (1860–1919), deutscher Kaufmann und Verleger
- Schottlaender, Rudolf (1900–1988), deutscher Philosoph, Altphilologe, Übersetzer und Hochschullehrer
- Schottlaender, Salo (1844–1920), deutscher Verleger
- Schottlaender, Stefan (1928–1991), deutscher Mathematiker und Hochschullehrer
- Schottländer, Arnold (1854–1909), deutscher Schachspieler
- Schottlander, Bernard (1924–1991), deutsch-britischer Industriedesigner und Bildhauer
- Schottländer, Bernhard (1895–1920), deutscher Politiker (USPD) und Journalist
- Schottländer, Julius (1835–1911), deutscher Gutsbesitzer
- Schottländer, Löbel (1809–1880), deutscher Unternehmer und Mäzen
- Schottländer, Paul (1870–1938), deutscher Rittergutsbesitzer, Wissenschaftler und Mäzen
- Schöttle, Georg (1823–1897), deutscher Bauunternehmer, Möbelfabrikant und Initiator der Stuttgarter Pferdeeisenbahn
- Schöttle, Johann Evangelist (1819–1884), deutscher katholischer Pfarrer und Chronist
- Schöttle, Nico (* 2003), deutscher HandballspielerNico Schöttle (* 2003)

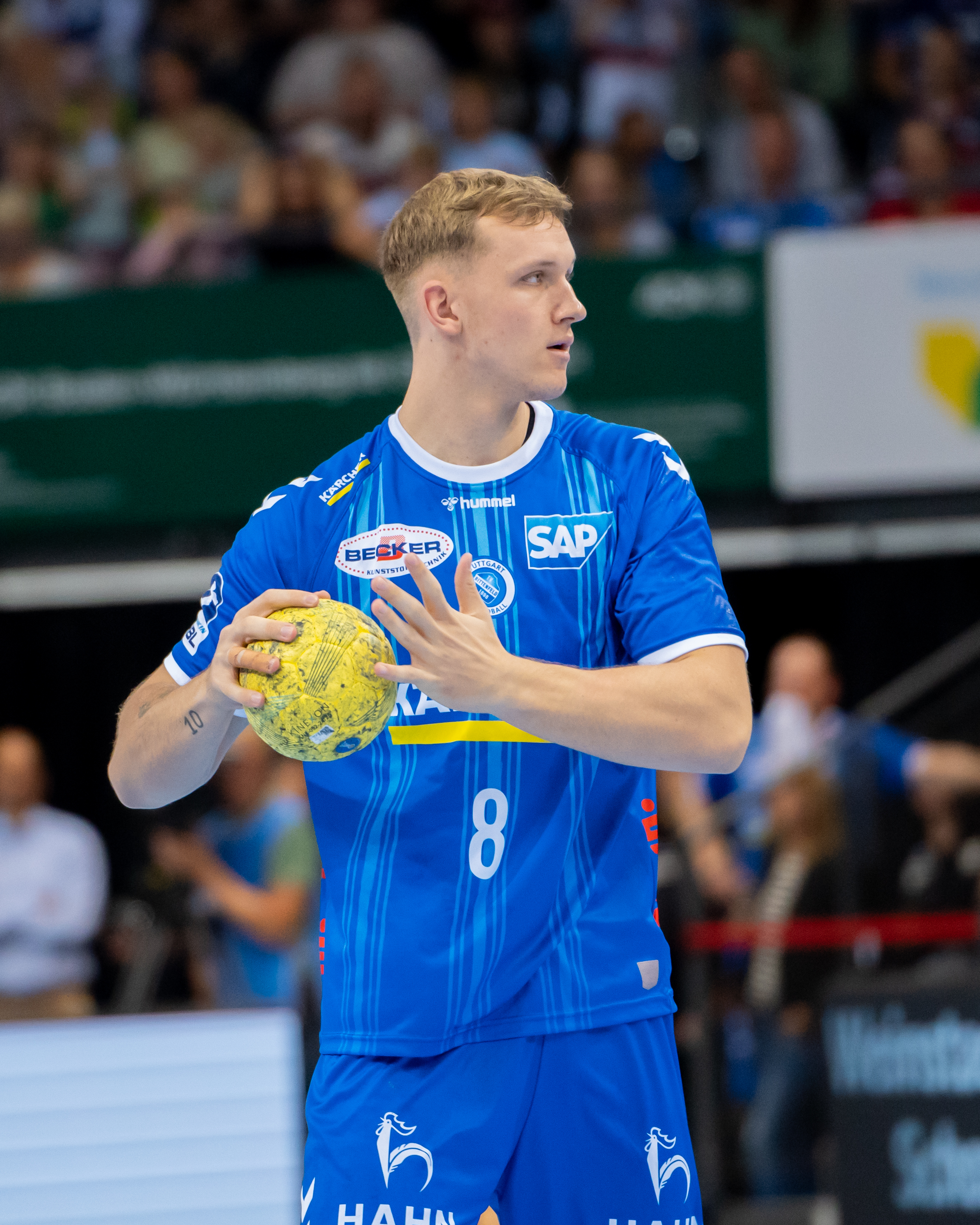
Nico Schöttle (* 2003)

- Schöttle, Rainer (* 1958), deutscher Politikwissenschaftler
- Schöttle, Rupert (* 1957), deutscher Cellist und Autor
- Schöttle, Ventur (1929–2024), deutscher Politiker (CDU), MdL
- Schöttler, Angelika (* 1963), deutsche Politikerin (SPD)
- Schöttler, Gabriele (* 1953), deutsche Politikerin (SPD), MdA
- Schöttler, Hans (1861–1945), deutscher Geistlicher
- Schöttler, Hans-Christian (1925–2012), deutscher Basketfunktionär und Sportjournalist
- Schöttler, Heinz-Günther (* 1950), deutscher katholischer Theologe und Hochschullehrer
- Schöttler, Horst (1874–1942), deutscher Unternehmer und Schriftsteller
- Schöttler, Horst (* 1941), deutscher Autor
- Schöttler, Johannes (* 1984), deutscher Badmintonspieler
- Schöttler, Lorenz (1801–1864), deutscher Unternehmer
- Schöttler, Peter (* 1950), deutscher Historiker
- Schöttler, Rudolf (1850–1924), deutscher Ingenieur und Hochschullehrer
- Schöttler, Sebastian (* 1982), deutscher Badmintonspieler
- Schöttler, Wilhelm (1823–1895), deutscher Mühlen- und Maschinenbauer, Unternehmer und Kommerzienrat sowie Politiker (NLP), MdR
- Schottler, Wilhelm (1869–1932), deutscher Geologe
- Schottmann, Alexander Wassiljewitsch (1880–1937), russischer Revolutionär finnischer Herkunft
- Schottmann, Hans (* 1932), deutscher Philologe
- Schottmüller, Adolf (1798–1871), deutscher Historiker und Schriftsteller
- Schottmüller, Frida (1872–1936), deutsche Kunsthistorikerin
- Schottmüller, Hugo (1867–1936), deutscher Arzt und Bakteriologe
- Schottmüller, Konrad (1841–1893), deutscher Historiker
- Schottmüller, Kurt (1871–1919), deutscher Historiker und Archivar
- Schottmüller, Oda (1905–1943), deutsche Tänzerin und Bildhauerin
- Schottner, Alfred (1920–2012), deutscher Handwerksfunktionär und Volkskundler
- Schöttner, Karl (1869–1946), österreichischer Bergsteiger und Autor
- Schöttner, Manfred, deutscher Basketballfunktionär
- Schöttner, Marc (* 1986), deutscher Theater- und Fernsehschauspieler und Tänzer
- Schöttner, Volker (* 1952), deutscher Fußballspieler
- Schottroff, Luise (1934–2015), deutsche evangelische Theologin, feministische Befreiungstheologin
- Schottroff, Willy (1931–1997), deutscher evangelischer Theologe (Alttestamentler) und Hochschullehrer
- Schottstädt, Bruno (1927–2000), deutscher evangelischer Pfarrer
- Schottstädt, Rainer (1951–2016), deutscher Fagottist, Hochschullehrer und Verleger

### Schotz
- Schotz, Benno (1891–1984), estnischstämmiger Bildhauer
- Schötz, Dionys (1891–1972), deutscher katholischer Theologe und Bibliothekar
- Schötz, Dshamal (* 1981), deutsch-jordanischer Basketballspieler
- Schötz, Evelyn (* 1961), deutsche Politikerin (Die Linke)
- Schötz, Florian (* 1991), deutscher Violinist
- Schötz, Franz (1920–2022), deutscher Botaniker und Hochschullehrer
- Schötz, Susanne (* 1958), deutsche Wirtschafts- und Sozialhistorikerin